# 阔唇羊耳蒜
阔唇羊耳蒜（学名：Liparis latilabris）为兰科羊耳蒜属下的一个种。

## 扩展阅读
- 維基物種上的相關：阔唇羊耳蒜